# Криосат-2
CryoSat-2 (Криосат-2) — искусственный спутник Земли Европейского космического агентства (ЕКА), предназначенный для измерения толщины и площади ледового покрова Антарктиды, Гренландии, Исландии, высокоширотных океанских зон, а также горных ледников при помощи высокоточного высотомера, способного работать в трех режимах. Спутник должен отслеживать динамику изменения ледников и прояснить вопрос о влиянии на них глобального потепления. Создан в рамках программы ЕКА «Живая планета».

## Предыстория
Разработка спутника началась в 2002. 8 октября 2005 года спутник Криосат-1 был потерян в момент выведения из-за аварии ракеты «Рокот». 26 февраля 2006 ЕКА объявила, что спутник будет создан заново.

## Запуск
Первоначально предполагалось, что КА CryoSat-2 будет запущен 25 февраля 2010 года с космодрома Байконур ракетой-носителем Днепр. Однако пуск был отменен по техническим причинам. Новая дата запуска — конец марта 2010 года. Позднее причиной задержки был назван недолив топлива во вторую ступень ракеты-носителя.
9 апреля 2010 года в 13:57:05 UTC (17:57:05 мск) был выполнен пуск ракеты-носителя «Днепр» со спутником CryoSat-2 на борту, из ШПУ № 95 площадки № 109 космодрома Байконур. В 14:13 UTC (18:13 МСК) космический аппарат отделился от последней ступени носителя и вышел на расчётную околоземную орбиту.
До конца ноября 2010 года спутник проходил стадию калибровки, после чего начал полноценную работу на орбите.